# Verzasca (comune)
Verzasca è un comune svizzero di 855 abitanti del Canton Ticino. È stato istituito nel 2020 in seguito alla la fusione dei comuni soppressi di Brione, Corippo, Frasco, Sonogno, Vogorno e dei "comprensori di valle" di Gerra Verzasca (scorporato dal comune di Cugnasco-Gerra) e di Lavertezzo Valle (scorporato dal comune di Lavertezzo).

## Geografia fisica
Il comune di Verzasca comprende i villaggi dell'omonima valle nella quale scorre l'omonimo fiume.
Il territorio comunale è costituito dalla fusione dei seguenti territori:
- Comune di Brione Verzasca
- Comune di Corippo
- Comune di Frasco
- Il territorio di Lavertezzo Valle del comune di Lavertezzo (corrispondente all'intero territorio comunale esclusa l'exclave di Riazzino nel piano di Magadino).
- Comune di Sonogno
- Comune di Vogorno
- Il territorio di Gerra Valle del comune di Cugnasco-Gerra (corrispondente all'intero territorio comunale dell'ex comune di Gerra Verzasca —esclusa la zona di Gerra Piano — fuso nel 2008 con Cugnasco).

I Comuni di Lavertezzo e Cugnasco-Gerra continuano pertanto a sussistere come comuni autonomi, attraverso i loro territori di pianura.